# Hippotis stellata
Hippotis stellata là một loài thực vật có hoa trong họ Thiến thảo. Loài này được C.M.Taylor & Rova mô tả khoa học đầu tiên năm 2002.